# .my
‎.my‏ دامنه اینترنتی اختصاص داده شده به مالزی است.